# 魏朗
魏朗（？—169年），字少英，會稽郡上虞县人。東漢「八俊」之一。

## 生平
少為縣吏，有任俠之風，操刀報兄讎，遂亡命居陳國，從博士郤仲信學《春秋圖緯》。又詣太學受五經，受李膺等人賞識，累官司徒掾，彭城令，任內舉報官宦子弟為國相時所行不法之事。永壽三年，會九真賊起，任命為九真都尉。魏朗到官後，獎勵士兵，討破羣賊並斬首二千級。以軍功封議郎，再遷尚書，屢次上疏時政，對朝政有所補益。出為河內太守，政績著稱三河。後受尚書令陳蕃舉薦復任尚書，但以黨禍免歸。
後竇武被誅，朗復以黨事，被急徵至牛渚，自殺。

## 家庭
- 子[1]魏滕，字周林[2]，鄱陽太守[3]。

## 逸事
- 著書《魏子》[4]。
- 《曹娥碑》原請魏朗撰文，然而魏朗佯作未成，後由邯鄲淳所撰[5]。

## 延伸阅读
[在维基数据编辑]
 《後漢書/卷67》，出自范晔《後漢書》